# تپه جمشید
تپه جمشید مربوط به دوره اشکانیان - دوره ساسانیان است و در شهرستان ملکان، بخش لیلان، ۵۰ متری ضلع غربی قلعه بختک لیلان، غرب شهر لیلان واقع شده و این اثر در تاریخ ۲۷ اسفند ۱۳۸۶ با شمارهٔ ثبت ۲۲۵۶۶ به‌عنوان یکی از آثار ملی ایران به ثبت رسیده است.